# Крушащая машина
«Крушащая машина» (англ. The Smashing Machine) — будущая американская спортивная биографическая драма режиссёра Бенни Сафди, по его же сценарию. Главный роли в фильме исполнят Дуэйн Джонсон, Эмили Блант, Линдсей Гэвин, Александр Усик и Райан Бейдер.

## Сюжет
Биографическая драма о жизни и спортивной карьере бывшего борца и мастера смешанных единоборств Марка Керра.

## В ролях
- Дуэйн Джонсон — Марк Керр
- Эмили Блант — Доун Стейплз
- Линдси Гэвин — Элизабет Коулман
- Александр Усик — Игорь Вовчанчин
- Ольга Дзюрак — Переводчик Игоря
- Райан Бейдер — Марк Коулман

## Производство
В декабре 2023 года стало известно, что биографический фильм, основанный на жизни и карьере бывшего борца и мастера смешанных единоборств Марка Керра, находится в разработке на студии A24, режиссёром и автором сценария станет Бенни Сафди, а главную роль сыграет Дуэйн Джонсон. В конце февраля 2024 года Эмили Блант вела переговоры об участии в фильме. В марте, во время 96-й церемонии вручения премии «Оскар», Джонсон подтвердил, что Блант будет сниматься в фильме в роли жены Керра Доун Стейплс. В мае к актёрскому составу присоединились Линдси Гэвин, Александр Усик и Райан Бейдер.
Основные съёмки начались 21 мая 2024 года в Ванкувере, Лос-Анджелесе, Нью-Мексико и Токио. Съёмки завершились 7 августа.
Премьера запланирована на 3 октября 2025 года.